# Phyllis Latour
Pour les articles homonymes, voir Latour.
Phyllis « Pippa » Latour, née le 8 avril 1921 à Durban (Afrique du Sud) et morte à Auckland en Nouvelle-Zélande le 7 octobre 2023, est une membre sud-africaine du Special Operations Executive (SOE) pendant la Seconde Guerre mondiale. Parachutée en France le 2 mai 1944, elle mena des opérations d'espionnage en Normandie jusqu'à la fin de la bataille homonyme. 

## Origine
Philippe, son père est un docteur français marié à Louise, une Britannique habitant en Afrique du Sud. Phyllis naît le 8 avril 1921 à Durban. Son père est tué alors qu’elle est âgée de trois mois, et sa mère se remarie, avant de mourir à son tour en 1925. Pippa Latour est alors prise en charge par un oncle et une tante habitant au Congo belge, avant de rejoindre le Kenya pour ses études puis en Angleterre.

## Seconde Guerre mondiale et SOE
Elle rejoint le Women’s Auxiliary Air Force (WAAF) en novembre 1941 où elle est emplotée comme mécanicienne. Elle est recrutée deux ans plus tard par le Special Operations Executive (SOE) car elle parle couramment français ; elle le rejoint officiellement le 1er novembre 1943 au poste d’officier de section. Elle est formée au maniement des armes légères et au parachutage. Elle est   également à comment escalader un mur et un toit, sauter d'une fenêtre haute ou ne pas laisser de traces par un cambrioleur que le SOE a fait sortir de prison à dessein.  
Le 1er mai 1944, elle est parachutée au mont du Saule(Hardanges en Mayenne) et réceptionnée par le réseau Navarre de Paul Janvier. Elle vient opérer dans le réseau SCIENTIST du SOE, sous le code de Paulette, Geneviève, Lampooner comme opérateur radio du chef du réseau Claude de Baissac et de sa sœur Lise de Baissac. De Baissac cherche à imposer à Paul Janvier l’autorité anglaise, et Janvier refuse toute autorité du SOE. Mis en contact par Janvier avec Jean Séailles, de Baissac rejoint avec Latour son groupe FTP à Saint-Mars-du-Désert. 
Elle travaille avec succès, sans être détectée par les Allemands, en envoyant plus de 135 messages à Londres. Elle joue l'adolescente dont la famille a du fuir les bombardements alliés et qui vit en vendant des savons à vélo. Latour dissimule souvent ses codes dans un ruban noué dans ses cheveux, ou dans son matériel de tricot. Elle reste en France jusqu’à la Libération en août 1944.

## Après Guerre
Elle se marie avec un ingénieur du nom de Patrick Boyle, et va vivre en Afrique de l'Est. Elle divorce en 1975, et a trois enfants : Barry, Pauline et Odette. Elle vit ensuite aux Fidji, puis en Australie. Elle vit ensuite à Auckland en Nouvelle-Zélande, où elle meurt le 7 octobre 2023 à 102 ans. À son décès, elle était la dernière femme encore en vie de la section F du SOE.

### Distinctions
Elle est récompensée à plusieurs reprises pour son action pendant la Seconde guerre mondiale :
- Royaume-Uni : Membre de l'Ordre de l'Empire britannique (MBE), 1939-45 Star, France and Germany Star, Defence Medal 1939-45 et War Medal 1939-1945.
- France : Elle reçoit la Croix de guerre 1939-1945 puis la Légion d'honneur le 29 novembre 2014, au cours du 70e anniversaire de la bataille de Normandie[7],[8]

| Officier MBE | 1939-45 Star | France and Germany Star | Defence Medal 1939-45 |
| ------------ | ------------ | ----------------------- | --------------------- |
|              |              |                         |                       |

| War Medal 1939-1945 | Croix de guerre 1939-1945 | Légion d'honneur |
| ------------------- | ------------------------- | ---------------- |
|                     |                           |                  |